# 森村進
森村 進（もりむら すすむ、1955年〈昭和30年〉6月15日 - ）は、日本の法哲学者、リバタリアン。一橋大学名誉教授、一橋大学大学院法学研究科特任教授、博士（法学）。日本法哲学会理事長。東京都豊島区出身。

## 来歴・人物
恩師である碧海純一の『法哲学概論』を読み法哲学に関心を持つ。大学の助手に採用された1980年にロバート・ノージックの『アナーキー・国家・ユートピア』の原書（当時未邦訳）を読んで感激し政治哲学の分野にも関心を持つが、助手時代においては古代ギリシア人の刑罰思想についての研究に専念していた。その後、1980年代の終わりから本格的にリバタリアニズムについて研究するようになる。
研究分野以外でも『幻想文学』誌に澁澤龍彦に関する評論を投稿するなど、幅広い分野に造詣が深い。趣味は能楽鑑賞。妻は翻訳家、法学者の森村たまき。

### 学歴
- 1974年3月 東京教育大学附属駒場高等学校（現筑波大学附属駒場高等学校）卒業
- 1978年3月 東京大学法学部卒業
- 1997年12月 一橋大学より博士（法学）の学位を取得[4]

### 職歴
- 1978年 -  人事院入庁
- 1980年 - 1983年 東京大学法学部 助手[5]
- 1984年 - 1986年 立教大学法学部 助手[5]
- 1986年 - 1988年 神奈川大学法学部 助教授[5]
- 1988年 - 1989年 一橋大学法学部 講師[5]
- 1989年 - 1996年 同 助教授[5]
- 1996年 - 1999年 同 教授[5]
- 1999年 - 2019年 一橋大学大学院法学研究科 教授[5]（大学院重点化に伴う配置換え）
- 2019年 - 現在　 同 特任教授、名誉教授[5]

この間1990年から1992年までハーヴァード大学客員研究員を務め、デレク・パーフィットとの知遇を得る。

## 学会活動
- 1996年から現在 日本法哲学会理事、2017年から理事長[6]
- 2002年 法と経済学会設立発起人

## 社会的活動
- 日本学術会議連携会員

## 著書

### 単著
- 『ギリシア人の刑罰観』（木鐸社、1988年）
- 『権利と人格――超個人主義の規範理論』（創文社、1989年）
- 『財産権の理論』（弘文堂、1995年）
- 『ロック所有論の再生』（有斐閣、1997年）
- 『自由はどこまで可能か――リバタリアニズム入門』（講談社現代新書、2001年）
- 『リバタリアンはこう考える 法哲学論集』（信山社、2013年）
- 『法哲学講義』（筑摩選書、2015年）

### 編著
- 『リバタリアニズム読本』（勁草書房、2005年）
- 『リバタリアニズムの多面体』（勁草書房、2009年）
- 『法思想の水脈』（法律文化社、2016年）

### 共編著
- （桂木隆夫）『法哲学的思考』（平凡社、1989年）

### 訳書
- G・ヒューズ、M・オストワルド、G・ポウスト、M・D・フォーコッシュ『法思想の層位学』（石山文彦共訳　平凡社、1986年）
- H・L・A・ハート『権利・功利・自由』（小林公共訳　木鐸社、1987年）
- マイケル・オークショット『政治における合理主義』（嶋津格らと共訳　勁草書房、1988年）
- J・L・マッキー『倫理学――道徳を創造する』（加藤尚武監訳　清水弘文堂、1990年）
- ユージン・カメンカ、ロバート・ブラウン、アリス・イア・スーン・テイ編『法と社会』（未來社、1993年）
- アラン・ライアン『所有』（桜井徹共訳　昭和堂、1993年）
- ジョナサン・ウルフ『ノージック――所有・正義・最小国家』（森村たまき共訳　勁草書房、1994年）
- デレク・パーフィット『理由と人格――非人格性の倫理へ』（勁草書房、1998年）
- ランディ・E・バーネット『自由の構造――正義・法の支配』（嶋津格共訳　木鐸社、2000年）
- デイヴィッド・フリードマン『自由のためのメカニズム――アナルコ・キャピタリズムへの道案内』（勁草書房、2003年）
- マリー・ロスバード『自由の倫理学――リバタリアニズムの理論体系』（森村たまき、鳥澤円共訳　勁草書房、2003年）
- ロナルド・ドゥオーキン『原理の問題』（鳥澤円共訳　岩波書店　2012年）
- ロナルド・ドゥオーキン『神なき宗教: 「自由」と「平等」をいかに守るか』（筑摩書房、2014年）
- ナイジェル・ウォーバートン『「表現の自由」入門』（森村たまき共訳　岩波書店、2015年）
- イリヤ・ソミン『民主主義と政治的無知─小さな政府の方が賢い理由』（信山社、2016年）
- ハーバート・スペンサー『ハーバート・スペンサー コレクション』（編訳 ちくま学芸文庫、2017年）
- ジョセフ・ラズ『価値があるとはどのようなことか』（奥野久美恵共訳、ちくま学芸文庫、2022年）
- サミュエル・シェフラー『死と後世』（ちくま学芸文庫、2023年）